# Wyrocznia
W starożytności wyrocznią (łac. oraculium, gr. manteion) nazywano miejsce święte, gdzie bogowie, za pośrednictwem kapłanów, przepowiadali przyszłość, wyrażali swoją wolę i udzielali rad w sprawach prywatnych i państwowych.  
Do najbardziej znanych wyroczni należały:
- Wyrocznia delficka w świątyni Apollina w Delfach (Pytia)
- wyrocznia Zeusa w Dodonie
- wyrocznia Amona w oazie Siwa
- wyrocznia bogini Tanit w Kartaginie
- wyrocznia Asklepiosa w Epidauros (dla chorych)

W starożytnym Rzymie podobną rolę spełniały wieszczki Sybille.
Działalność wyroczni została zakazana w 390 roku dekretem cesarza Teodozjusza.

## Poza starożytnością europejską i bliskowschodnią
- Wyrocznia Neczung w Tybecie - jedna z najsłynniejszych wyroczni Dalekiego Wschodu.